# شالامونت (أين)
شالامونت (بالفرنسية: Chalamont)‏ هي بلدية فرنسية تقع في إقليم الأين في فرنسا. رمز إنسي لها هو:1074. أما الرمز البريدي لها فهو: 1320.